# منتخب الكاميرون لكرة القاعدة
منتخب الكاميرون لكرة القاعدة (بالإنجليزية: Cameroon national baseball team)‏ هو ممثل الكاميرون الرسمي في المنافسات الدولية في كرة القاعدة.